# Philipp Wackernagel
Karl Eduard Philipp Wackernagel (* 28. Juni 1800 in Berlin; † 20. Juni 1877 in Dresden) war ein deutscher Kirchenliedforscher, lutherischer Lehrer und Mitbegründer des Deutschen Evangelischen Kirchentags; Literaturhistoriker und Wortführer der „historischen“ Rechtschreibung.

## Leben
Philipp Wackernagel war der Sohn des Buchdruckers und Kriminalkommissars Johann Wilhelm und der Agnes Sophie, geborene Schulze. Sein jüngerer Bruder war Wilhelm Wackernagel.
Zuerst beschäftigte er sich mit Mineralogie, dann mit Forschungen über die Herkunft der evangelischen Choräle. Er wurde nach seinem Studium Lehrer und zuletzt Direktor einer Realschule. Seine zwei bedeutendsten Kollegen waren sein väterlicher Freund Karl von Raumer und Friedrich Heinrich Ranke. Er war sehr vielseitig interessiert: Mathematik, Pädagogik, Germanistik, Theologie, aber hauptsächlich beschäftigte er sich mit der Kirchenlied-Quellenforschung. 1861 zog er nach Dresden und widmete sich ganz dieser Arbeit.
Wackernagel unterrichtete in Berlin kurzzeitig (1835) den späteren Schriftsteller Theodor Fontane. Dieser erinnerte sich später: „[...] Philipp Wackernagel, der uns – ich glaube sogar zum Auswendiglernen – unzählige Beiwörter auf »ig« und »ich« in unser Heft diktierte. Noch jetzt blick' ich mit Schrecken darauf zurück. Was er, Wackernagel, ein ausgezeichneter Mann und Gelehrter von Ruf, sich eigentlich dabei gedacht hat, weiß ich bis diese Stunde nicht.“

## Schriften (Auswahl)
- Handbuch deutscher Prosa. G. Reimer, 1837 (Digitalisat).
- Das deutsche Kirchenlied, von Martin Luther bis auf Nicolaus Herman und Ambrosius Blaurer. S.G. Liesching, Stuttgart 1841.(archive.org).
- Paulus Gerhardts geistliche Lieder getreu nach der bei seinen Lebzeiten erschienenen Ausgabe wiederabgedruckt. Samuel Gottlieb Liesching, Stuttgart 1843.
- Deutsches Lesebuch. 3. Bände. S.G. Liesching, Stuttgart 1843 (1. Band, 12. Auflage 1851 archive.org; 3. Band, 19. Auflage 1867 Digitalisat).
- Martin Luthers Geistliche Lieder mit den zu seinen Lebzeiten gebräuchlichen Singweisen. Liesching, Stuttgart 1848.(Digitalisat).
- Über deutsche Orthographie: Erster Theil. In: Einladungsschrift zur öffentlichen Prüfung der Schüler des Herzoglich Nassauischen Realgymnasiums. Schellenberg, Wiesbaden 1848 (archive.org).
- Trösteinsamkeit in Liedern. Gesammelt von Philipp Wackernagel. Zimmer, Frankfurt am Main 1849 (archive.org).
- Edelsteine deutscher Dichtung und Weisheit im XIII. Jahrhundert. Heyder & Zimmer, Frankfurt am Main 1851. (Digitalisat).
- Bibliographie zur Geschichte des deutschen Kirchenliedes im XVI. Jahrhundert. Heyder & Zimmer, Frankfurt am Main 1855. (archive.org).
- Die goldene Fibel, Wiesbaden 1863.
- Das deutsche Kirchenlied von der ältesten Zeit bis zu Anfang des XVII. Jahrhunderts. 5 Bände. Teubner, Leipzig 1864–77.
  - 1. Band. 1864 (archive.org).
  - 2. Band. 1867 (archive.org).
  - 3. Band. 1870 (Digitalisat).
  - 4. Band. 1874 (urn:nbn:de:bvb:12-bsb11105579-9).
  - 5. Band. 1877 (archive.org).
- Lieder der niederländischen Reformierten aus der Zeit der Verfolgung im 16. Jahrhundert. Heyder & Zimmer, Frankfurt am Main 1867 (archive.org).